# Methotrexate
Methotrexate (MTX), trước đây gọi là amethopterin, là một tác nhân hoá trị liệu và chất ức chế hệ miễn dịch. Nó được sử dụng để điều trị ung thư, các bệnh tự miễn dịch, thai ngoài tử cung và phá thai nội khoa. Các loại ung thư được sử dụng để bao gồm ung thư vú, ung thư bạch cầu, ung thư phổi,.... Các loại bệnh tự miễn dịch được sử dụng bao gồm bệnh vẩy nến, viêm khớp dạng thấp, và bệnh Crohn. Nó có thể được dùng bằng miệng hoặc tiêm. 
Các phản ứng phụ thường gặp gồm buồn nôn, cảm thấy mệt mỏi, sốt, tăng nguy cơ nhiễm trùng, số bạch cầu thấp, và sự đổ mồ hôi trong miệng. Các phản ứng phụ khác có thể bao gồm bệnh gan, bệnh phổi, u lymphoma và phát ban da nghiêm trọng. Những người được điều trị lâu dài nên thường xuyên kiểm tra các tác dụng phụ. Nó không an toàn khi cho con bú. Ở những người có vấn đề về thận, có thể cần đến liều thấp hơn. Nó hoạt động bằng cách ngăn chặn việc cơ thể sử dụng axit folic.
Methotrexate được tạo ra vào năm 1947 và ban đầu được đưa vào sử dụng y tế để điều trị ung thư, vì nó ít độc hại hơn các phương pháp điều trị hiện tại. Năm 1956, nó cung cấp các liệu pháp chữa bệnh ung thư di căn đầu tiên. Nó nằm trong Danh sách Thuốc thiết yếu của Tổ chức Y tế Thế giới, loại thuốc hiệu quả nhất và an toàn nhất trong hệ thống y tế. Methotrexate có sẵn như một loại thuốc chung. Chi phí bán buôn tính đến năm 2014 ở các nước đang phát triển là từ 0,06 đô la Mỹ đến 0,36 đô la một ngày đối với hình thức dùng bằng miệng. Ở Hoa Kỳ, một tháng trị liệu tiêu biểu có giá từ 25 đến 50 đô la.